# Tricentrus gargaraformae
Tricentrus gargaraformae är en insektsart som beskrevs av Chou och Yuan. Tricentrus gargaraformae ingår i släktet Tricentrus och familjen hornstritar. Inga underarter finns listade i Catalogue of Life.